# Al-Hashimiyah
Al-Hashimiyah (en árabe, الهاشمية es una ciudad en la gobernación de Zarká, en Jordania. Tiene una población de 44.730 habitantes (censo de 2015). Se encuentra a 25 km al noreste de Amán y 7 km al norte de Zarqa.